# Río Karmanasa
El río Karmanasa (en hindi: कर्मनाशा नदी) es un corto río de la India, un pequeño afluente por la margen derecha del río Ganges. Se origina en el distrito de Kaimur del estado de Bihar y fluye a través de los estados indios de Uttar Pradesh y Bihar. A lo largo del límite entre Uttar Pradesh y Bihar, pasa por los distritos de Sonbhadra, Chandauli, Varanasi y Ghazipur (a su izquierda,lado de UP); y por los distritos de Kaimur y Buxar (a su derecha, lado Bihar).
La longitud del río es de 192 km y el área drenada es de 11 709 km².
Karmanasa es también el nombre de otro río que discurre en la  división de Garhwal en los Himalayas.

## Etimología
El nombre del río significa «destructor del mérito religioso». Hay varias leyendas al respecto.
Según una leyenda, el sabio Vishvamitra a través de la tapasya (penitencia, meditación y prácticas correctas) adquirió el poder de crear un universo completamente nuevo. Cuando se propuso crear ese nuevo universo, despertó la consternación en Indra. Sin embargo, continuó y después de crear una copia de nuestro universo, comenzó a crear personas, la primera fue Trishanku, a quien decidió enviar para gobernar su nuevo universo. Indra detuvo su progreso. Así fue como Trishanku terminó suspendido de cabeza en el aire. El Karmanasa nació de la saliva que goteaba de su boca.

## Curso
El Karmanasa se origina a una altitud de 350 m, en la cara norte de la cordillera Kaimur cerca de Sarodag en el distrito de Kaimur del estado de Bihar. Fluye en dirección Norte-Noroeste a través de las llanuras de la división de Mirzapur, luego forma el límite entre Uttar Pradesh y Bihar, y finalmente se une al Ganges cerca de la ciudad de Chausa. La longitud del río es de 192 km, de los que 116 km se encuentran en Uttar Pradesh y los restantes 76 km forman el límite entre Uttar Pradesh y Bihar. El área drenada total del Karmnasa junto con sus afluentes es de 11 709  km².

### Tributarios
Sus afluentes principales son los ríos Durgavati, Chandraprabha,  Karunuti,  Nadi y Khajuri.

### Cascadas
El Karmanasa alcanza las llanuras después de haber atravesado una sucesión de saltos, que incluyen dos caídas conocidas como Devdari y Chhanpathar, que, por su altura y belleza, merecen un mención especial. Las cataratas Chhanpathar tienen 30,48 m de altura. Las cataratas Devdari, en un extremo de la meseta de Rohtas, en el curso de Karmanasa tienen 58 m de altura. Sin embargo, la administración del distrito de Chandauli menciona que las cataratas Devdari están en uno de sus afluentes, en el río Chandraprabha.

### Presas y puentes
Hay dos presas en todo el Karmanasa: la Latif Shah y la de Nuagarh. También hay una presa a través de la Chandraprabha..
La Grand Trunk Road pasa por un puente sobre el Karmanasa.

## Arqueología
El Departamento de Arqueología del Estado de Uttar Pradesh después de las excavaciones ha desenterrado artefactos de hierro que datan de 1200-1300 a. C. en el sitio de Raja Nal Ka Tila en el valle del río Karmanasa, al norte del distrito de Sonbhadra. Arroja nueva luz sobre la historia de la fabricación de hierro en la India.

## Historia
El Karmanasa era el límite oriental de Awadh. Posiblemente también fue el límite occidental de la dinastía Sena.
En la batalla de Chausa, ocurrida a orillas del Karmanasa el 26 de junio de 1539, Sher Shah derrotó al emperador mogol Humayun y asumió el título real de Farīd al-Dīn Shēr Shah.